# تپه کارخانه آسفالت (۱۰۱- H)
تپه کارخانه آسفالت (۱۰۱- H) مربوط به دوره اشکانیان - دوره ساسانیان است و در بیستون، نزدیک کارخانه آسفالت واقع شده و این اثر در تاریخ ۲۴ فروردین ۱۳۸۲ با شمارهٔ ثبت ۸۱۷۰ به‌عنوان یکی از آثار ملی ایران به ثبت رسیده‌است.